# العلاقات البرتغالية الكورية الشمالية
العلاقات البرتغالية الكورية الشمالية هي العلاقات الثنائية التي تجمع بين البرتغال وكوريا الشمالية.

## مقارنة بين البلدين
هذه مقارنة عامة ومرجعية للدولتين:
| وجه المقارنة                                              | البرتغال                                                  | كوريا الشمالية                        |
| --------------------------------------------------------- | --------------------------------------------------------- | ------------------------------------- |
| المساحة (كم2)                                             | 92.21 ألف                                                 | 120.54 ألف                            |
| عدد السكان (نسمة)                                         | 10.60 مليون                                               | 25.49 مليون                           |
| الكثافة السكانية (ن./كم²)                                 | 114.95                                                    | 211.47                                |
| العاصمة                                                   | لشبونة                                                    | بيونغيانغ                             |
| اللغة الرسمية                                             | اللغة البرتغالية، اللغة الميراندية                        | لغة كوريا الشمالية القياسية ‏          |
| العملة                                                    | يورو، اسكودو برتغالي                                      | وون كوري شمالي                        |
| الناتج المحلي الإجمالي (بليون دولار)                      | 217.57 مليار                                              |                                       |
| الناتج المحلي الإجمالي (تعادل القوة الشرائية) بليون دولار | 307.82 مليار                                              |                                       |
| الناتج المحلي الإجمالي الاسمي للفرد دولار أمريكي          | 19.22 ألف                                                 |                                       |
| الناتج المحلي الإجمالي للفرد دولار أمريكي                 | 28.76 ألف                                                 |                                       |
| مؤشر التنمية البشرية                                      | 0.830                                                     |                                       |
| رمز المكالمات الدولي                                      | +351                                                      | +850                                  |
| رمز الإنترنت                                              | .pt                                                       | .kp                                   |
| المنطقة الزمنية                                           | توقيت غرب أوروبا، توقيت غرب أوروبا الصيفي، أوروبا/لشبونة ‏ | ت ع م+08:30، ت ع م+08:30، ت ع م+09:00 |

## منظمات دولية مشتركة
يشترك البلدان في عضوية مجموعة من المنظمات الدولية، منها:
| علم المنظمة | اسم المنظمة                   | تاريخ انضمام البرتغال | تاريخ انضمام كوريا الشمالية |
| ----------- | ----------------------------- | --------------------- | --------------------------- |
|             | يونسكو                        | 11 مارس 1965          | 18 أكتوبر 1974              |
|             | الاتحاد البريدي العالمي       | ?                     | ?                           |
|             | الاتحاد الدولي للاتصالات      | 1866                  | ?                           |
|             | الأمم المتحدة                 | 14 ديسمبر 1955        | 17 سبتمبر 1991              |
|             | المنظمة الهيدروغرافية الدولية | ?                     | ?                           |

## وصلات خارجية
- موقع وزارة الخارجية البرتغالية
- موقع وزارة الخارجية الكورية الشمالية